# Chao (moneda)
El chao (en chino tradicional, 鈔; en chino simplificado, 钞), era el billete oficial de la dinastía Yuan en China. A diferencia del papel moneda anterior, como el jiaozi, fue el primer papel moneda en ser utilizado como medio predominante en la circulación de dinero en la historia de China.
Más tarde, en 1294, con el fin de controlar la tesorería, Gaikhatu de Ilkanato (Persia) intentó introducir el papel moneda en su imperio, imitando al chao emitido por la dinastía Yuan hasta el punto que incluso tenían palabras chinas impresas en los billetes. Sin embargo, el experimento fue  un completo fracaso, y Gaikhatu fue asesinado poco después.